# Jefferson Peres
José Jefferson Carpinteiro Peres GOMM (Manaus, 18 de março de 1932 — Manaus, 23 de maio de 2008) foi um professor, advogado e político brasileiro filiado ao Partido Democrático Trabalhista. Foi senador por Amazonas e vereador de Manaus pelo Partido da Social Democracia Brasileira (PSDB).

## Biografia
Filho de Arnoldo Carpinteiro Peres e de Maria do Carmo Campelo Carpinteiro Peres. O irmão Leopoldo Peres Sobrinho foi deputado federal e senador. O tio Leopoldo Peres, constituinte de 1946 e deputado federal.
Formado em Direito pela Universidade Federal do Amazonas e em Administração pela Fundação Getúlio Vargas. Antes de se tornar político, lecionava na área de Economia, na Universidade Federal do Amazonas.
Participou, na década de 1950, da campanha O petróleo é nosso e, em 1988, foi eleito para seu primeiro cargo público: o de vereador em Manaus, cargo para o qual foi reeleito para segundo mandato, cumprido até 1995, quando assumiu sua cadeira no Senado.
Tendo integrado os quadros do PSDB, integrou o PDT de 1999 até o fim de sua vida. Em 2003, foi admitido pelo presidente Luiz Inácio Lula da Silva à Ordem do Mérito Militar no grau de Grande-Oficial especial.
Foi candidato à vice-presidência do Brasil nas eleições de 2006, na chapa do também senador pedetista Cristovam Buarque, do Distrito Federal.
Jefferson Peres já havia anunciado que após cumprir seu mandato de senador, que ia até 2010, abandonaria a vida política, mas acabou falecendo antes, vítima de uma parada cardíaca, em 23 de maio de 2008. Após sua morte, sua viúva Marlidice Peres se envolveu em uma polêmica por ter recebido o valor de R$118 651,20, referente a reembolso de passagens aéreas não utilizadas pelo senador.